# Paweł Hadziewicz
Paweł Hadziewicz (ur. ok. 1764 roku w województwie podolskim – zm. w 1797 roku w Warszawie) – porucznik Gwardii Konnej Litewskiej, porucznik nadkompletowy i rotmistrz nadkompletowy Pułku Nadwornego Króla. Uczestnik wojny polsko-rosyjskiej 1792 roku, odznaczony Orderem Virtuti Militari w 1792 roku.